# Geoffroy de Sablé
Geoffroy de Sablé, seigneur de Sablé. 

## Biographie
Le château de Sablé fut édifié au dernier tiers du Xe siècle par le comte du Maine, Hugues III du Maine, « comes Cenomanensis quando fecit castellum de Sabolio ». Il construisit ensuite l'église de Saint-Malo : « Fecit in eo ecclesiam Sancti Machuti » (Ibidem). Il le donna plus tard par inféodation au frère de son vicomte, Geoffroy, et c'est le seul don de cette nature qui ait été fait sûrement et intégralement dans le Maine par le comte, car Mayenne et même Laval n'ont pas été délégués sans ingérence du comte d'Anjou. On ne doit pas faire remonter plus haut l'inféodation, puisqu'il est dit expressément que c'est le constructeur qui en disposa et que d'ailleurs il n'est pas mention de château édifié plus anciennement dans la province. 
Ce Geoffroy était le troisième fils de Raoul III de Beaumont-au-Maine, vicomte du Maine, et d'une de ses femmes, Guinor ou Godehilde. Ses frères aînés étaient Yves, clerc et archidiacre ; Raoul, qui succéda à son père comme vicomte ; les deux plus jeunes se nommaient Hubert et Eude. Son frère, le vicomte Raoul, est cité en 994 avec son père dans la charte d'Évron. L'œuvre de Geoffroy fut la fondation du prieuré de Solesmes en faveur de l'abbaye de la Couture. Il en obtint de son frère le domaine et d'autres terres : Chantemesle et Rocheteau, de la donation du comte Hugues, de beneficio nostro, dit ce dernier. De son côté, Geoffroy ajouta Melleray, Bousse, les Vallières, Bouessay, dons d'un homme de bien nommé Primault, qui s'était consacré à Dieu ; de son propre, il concéda la sépulture des bourgeois de Sablé et les Bresnières. Le jour de la consécration de l'église, devant le comte, la femme et les enfants du fondateur consentirent. La donation primitive, qui date de 1010, fut confirmée par une charte contemporaine du comte et plus tard par ampliation de 1065 à Angers, et par Guillaume le Conquérant, à Bonneville-sur-Touques, le 30 mars 1073.

## Famille
Geoffroy avait épousé Adélaïs, d'une famille inconnue ; il fut père de : 
1. Dreux, cité dans la première charte ;
2. Bouchard ;
3. Lisiard, mentionnés seulement dans les ampliations ;
4. Geoffroy, qui fut moine à Marmoutier. Ce dernier, dit Geoffroy le Jeune, pour le distinguer de son père, n'est cité que dans une charte dont l'original existe aux archives d'Indre-et-Loire[3] ; il y est dit frère d'Avoie dans des lignes qui ont été écrites sur un passage gratté ;
5. Geoffroy eut aussi en effet une fille nommée Avoi(s)e, dite Blanche, qui resta seule héritière, par le décès ou la profession religieuse de ses frères, et qui épousa Robert de Nevers. La première maison de Sablé se réduit à Geoffroy, qui n'est connu que par la fondation de Solesmes, par ses fils morts jeunes ou religieux, et par une seule héritière qui transmit la terre et le nom de la famille à son époux Robert le Bourguignon et à leurs descendants.

## Sources
- Abbé Angot, « Sablé », dans Bulletin de la Commission historique et archéologique de la Mayenne, 1919, no 35, p. 166-189, 266-278, 369-380.